# Рудники (Великопольське воєводство)
Рудники (пол. Rudniki, нім. Rudnik) — село в Польщі, у гміні Опалениця Новотомиського повіту Великопольського воєводства.
Населення — 620 осіб (2011).
У 1975-1998 роках село належало до Познанського воєводства.

## Демографія
Демографічна структура станом на 31 березня 2011 року:
|          | Загалом | Допрацездатний вік | Працездатний вік | Постпрацездатний вік |
| -------- | ------- | ------------------ | ---------------- | -------------------- |
| Чоловіки | 314     | 85                 | 199              | 30                   |
| Жінки    | 306     | 62                 | 179              | 65                   |
| Разом    | 620     | 147                | 378              | 95                   |